# Tragoportax
Il tragoportace (gen. Tragoportax) è un mammifero artiodattilo estinto, appartenente ai bovidi. Visse nel Miocene superiore (Vallesiano - Turoliano, circa 11 – 7 milioni di anni fa) e i suoi resti fossili sono stati ritrovati in Europa, Asia e Africa.

## Descrizione
Questo animale poteva raggiungere dimensioni ragguardevoli: gli esemplari più grandi dovevano arrivare ai 200 chilogrammi di peso e la taglia era paragonabile a quella di un cervo adulto. Possedeva lunghe zampe, un cranio dal muso corto e dalla calotta cranica allungata, mentre le corna erano di grandi dimensioni e ricurve all'indietro; le corna delle femmine e dei giovani erano più piccole e sottili rispetto a quelle dei maschi adulti. La sezione delle corna era solitamente triangolare o subtriangolare; le corna avevano una carena posterolaterale ben marcata e i lati piatti. Rispetto a quelle dell'affine Miotragocerus, le corna erano meno compresse lateralmente. I denti erano a corona alta e dotati di cemento dentario, come quelli dell'attuale nilgau. In generale, l'aspetto di Tragoportax doveva richiamare quello di alcune antilopi attuali di grandi dimensioni, come il cobo dall'ellisse.

## Classificazione
I primi fossili di questo animale vennero descritti nel 1854 da Roth e Wagner sotto il nome di Capra amalthea, e pochi anni dopo (1861) Gaudry ritenne opportuno riclassificare questi fossili in un genere a sé stante (Tragocerus). Il nome Tragocerus, tuttavia, era già stato utilizzato anni prima, nel 1821, da de Jean per descrivere un insetto, e fu quindi necessario rinominare l'animale. Fu quindi Pilgrim nel 1937 a coniare il nome generico Tragoportax.
Tragoportax e i generi simili sono considerati bovidi affini all'attuale nilgau, nel gruppo dei Boselaphini. Tuttavia, a causa del loro aspetto ben distinto dalla forma attuale (erano più simili superficialmente ai cobi o ai tragelafi), sono stati ascritti a un gruppo ben distinto, i Tragocerini.
Del genere Tragoportax sono note varie specie: la specie tipo è T. salmontanus, descritta da Pilgrim nel 1937 sulla base di fossili ritrovati sui Siwaliks in Pakistan; altre specie ben note sono T. amalthea, ben nota grazie a numerosi fossili trovati nel giacimento greco di Pikermi, e T. rugosifrons, molto diffusa (Grecia, Macedonia, Bulgaria, Moldavia, Ucraina, Pakistan, Iran). Altre specie meno note sono T. maius della Georgia e dell'Azerbaigian, T. cyrenaicus della Libia, T. macedoniensis della Grecia e T. acrae del Sudafrica. Quest'ultima specie potrebbe essere stata l'ultima a scomparire, all'inizio del Pliocene, ed è stata originariamente ascritta a un genere a sé stante (Mesembriportax). Un'altra specie ben nota spesso ascritta a Tragoportax è T. gaudryi, proveniente da vari giacimenti europei: questa forma è stata però riclassificata come una specie del genere affine Miotragocerus.

## Paleobiologia
Le lunghe zampe di Tragoportax indicano che questo animale era un veloce corridore, che si spostava velocemente nelle pianure aperte e boscose, e probabilmente era anche un buon saltatore. Alcune specie di questo animale hanno lasciato numerosissimi resti fossili (ad esempio T. rugosifrons nel sito di Hadjidimovo in Bulgaria); uno studio di Spassov e Geraads (2004) ha indicato come in Tragoportax fosse presente un forte dimorfismo sessuale sulla base della forma e delle dimensioni delle corna. Questo dimorfismo indicherebbe che Tragoportax era un animale moderatamente gregario e parzialmente territoriale, con segnali visivi di display intraspecifico ben sviluppati. È possibile che vi fossero branchi con un maschio dominante, o forse interi branchi composti da maschi.
Tutto ciò indicherebbe che la nicchia ecologica di Tragoportax fosse maggiormente collegata agli spazi aperti rispetto a un'altra antilope assai simile, rinvenuta nel medesimo giacimento (Miotragocerus), che invece doveva prediligere maggiormente le zone boschive. L'habitat di Tragoportax doveva essere assai simile a quello del genere attuale Hippotragus.